# Cif
Cif — французский бренд бытовой химии, принадлежащий британской компании Unilever. В Австралии, Новой Зеландии, Японии, на Ближнем Востоке и в странах Северной Европы средства продаются под названием Jif.

## Описание
Бренд Cif был запущен во Франции в 1965 году. В зависимости от страны, средства продаются под названиями Jif, Vim, Viss и Handy Andy.
В Швеции и Южной Африке продукция первоначально продавалась под названием Vim, прежде чем название было изменено на Jif — стартовое название в Великобритании, Ирландии, Нидерландах и Гонконге.
В январе 2001 года в большинстве стран название было изменено на Cif с целью согласования маркетинга и товарных запасов по всему континенту.
В Бельгии, Финляндии и Португалии продукт долгое время был известен как Vim, после чего был переименован в Cif. В Канаде средство до сих пор называется Vim. В Германии средство называется Viss. В Ираке средство по-прежнему продаётся под названием Jif с местной арабской и английской письменностью.
В Норвегии Cif продаётся под названием Jif и принадлежит компании Lilleborg, входящей в состав Solenis. У Unilever было многолетнее партнёрство с Lilleborg, когда они получили эксклюзивные права на бренд Jif в Норвегии. Бренд Lilleborg зарегистрировал торговую марку Cif в 1968 году. Без согласия Lilleborg компания Unilever зарегистрировала свою торговую марку Cif в 1998 году и начала продавать продукцию Cif в 2018 году. После этого бренд Lilleborg выразил протест, и последовали два судебных дела JIF против CIF. Суд постановил, что Unilever разрешено сохранить бренд Cif, но не разрешено продавать продукцию Cif в Норвегии.
В США Cif Cream Cleaner продаётся совместно со Scrub Daddy.

## Продукция
- Cif Bathroom Mousse
- Cif Stainless Steel Cleaner
- Cif Bathroom Cleaner
- Cif Kitchen Cleaner
- Cif Power Cream
- Cif Cream Cleaner — стандартная версия